# ملخ‌های کج‌صورت خاموش
ملخ‌های کج‌صورت خاموش (نام علمی: Acridinae) نام یک زیرخانواده از تیره کج‌صورتان است.